# Torja
Torja (románul Turia, németül Torian) falu Romániában Kovászna megyében, Torja község központja.

## Fekvése
Kézdivásárhelytől 10 km-re északnyugatra, a Torja-patak völgyében 8 km hosszan elnyúlva fekszik. Az 1899-ben egyesített Altorja és Feltorjából, valamint az 1917-ben hozzácsatolt Karatnavolálból áll. Ide tartozik Bálványosfürdő és 1968 óta Futásfalva is. A Bálványosfürdő felé vezető országút menti Altorja és Feltorja mindig Háromszékhez tartozott, a velük szomszédos Karatna, valamint Alsó- és Felsővolál azonban 1876-ig Felső-Fehér vármegye része volt. A községhez tartozik a délre 3 km távolságra, a hegységperem egyik kis völgyében fekvő Futásfalva, amelynek első írásos emléke 1567-ből való, 13 kapuszámmal, valamint északon 8 km távolságra a legendás hírű, festői táji szépséggel bíró Bálványos. A környék legjelentősebb települése mint bányászközpont, ahol timsót bányásztak.

## Éghajlata
Éghajlatát az átlagos tenger szint feletti magasság határozza meg, ami 600–1300 m közötti, klímája megegyezik az alhavasi klímával kisebb eltérésekkel, mérsékelt kontinentális éghajlat jellemzi. Jellemzője a hosszú tél. A januári átlaghőmérséklet -2, -14 C között változik, de néha enyhe is lehet az atlanti-óceáni vagy földközi-tengeri ciklonok hatására, ami tavaszias esős, olvadás jellemzi, amely néhány nap múlva újra hidegre fordul. A jelenlegi globális felmelegedés miatt forró, száraz nyarak követik egymást.

## Története
1307-ben Thoria alakban írva említik először. A Torja-patak völgyében emelkedő domb tetején találhatók Torja egykori terjedelmes várának csekély maradványai. Eredete, sorsa ismeretlen. Altorján áll az Apor család 17. századi klasszicista kastélya, kissé távolabb az Aporok temetőkápolnája. Feltorján áll a gótikus, megújított erődített templom. 1910-ben 2584 lakosából 2581 magyar volt.
A trianoni békeszerződésig Háromszék vármegye Kézdi járásához tartozott. 1992-ben 3675 lakosából 3657 magyar és 18 román volt.I.e. az V. évezred óta lakott a Torja patakának völgye. Nevének eredetéről sem írásos emlék, de még monda sem maradt fenn. Kézdivásárhelyen római castrum volt, egy főútvonal haladt a VIA PRINCIPÁLIS déli irányba, egy összekötő út ment át az Olt völgyébe, mely a mai Torján haladt át, ez volt a VIA PRETORIA, az itteni lakosok a Pretoria szót rövidítették Torya, Torjára. Valószínű, hogy innen ered a Torja elnevezés. A magyar honfoglalás is érintette a község területét, a székelyek a 12. század közepétől telepedtek erre a területre, és teljesen összeolvadtak a honfoglaláskor letelepedett csoportokkal.
A mai Torját alkotó falvak tatárjárás előttiek, legkésőbb a 10-11. században már azon a helyen léteztek, ahol most is vannak. A Torja patak két oldalán hosszan elnyúló község öt, teljesen egybeépült faluból tevődik össze: Alsó- és Felsőtorja, Karatna, Alsó- és Felsővolál. Ezek a települések a múltban két törvényhatósághoz tartoztak. A jobb parton levő Alsó- és Felsőtorja Háromszékhez, a bal parti Karatna Alsó és Felsővolál pedig Felső-Fehér vármegyéhez tartozott. 1899-ben Alsó és Felsőtorja egyesült, majd 1917-ben Karatna és Volál is csatlakozott az immár Torjának nevezett nagyközséghez. Felsőháromszék egyik legnagyobb és legrégebbi települése. Első okleveles említése 1307-ből való terra sen possesio Thorya néven. 1332-ben Valentinus nevű papja három régi banálist fizetett a pápai tized fejében. Két év múlva, 1334-ben a pápai adó értéke majdnem megháromszorozódott. Nyolc banálist ekkor a viszonylag népes települések fizettek. Hogy a környék legkiemelkedőbb helysége volt, mi sem bizonyítja jobban, mint az a tény, hogy Luxemburgi Zsigmond király 1427-ben a mai Kézdivásárhelyt Torja vására néven részesíti városi kiváltságlevélben, ami azt jelentette, hogy kezdetben Torja határán és hozzá tartozó kis vásáros településként jött létre Kézdivásárhely, amely aztán elnyerte önállóságát és szabad fejlődésének feltételeit. Székelyföldi egyházalapítás Szent István törvénye: minden 10 faluból álló magyar településcsoport kötelezve volt egy templom építtetésére, a templomot a falvak saját költségükön kellett felépítsék. Szent László kötelezővé tette a templomok mellé való temetkezést a régi pogánytemetőkkel felhagyták és a templomok körül új temetőket nyitottak, a közös templomot építtető falvak egy egyházközséget, megyét alkottak. Az 1876-os közigazgatási törvény végrehajtásáig a Bálványos pataka, a Torja vize és a Csík- illetve Kászonszék déli határa közötti terület, Felső-Fehér vármegyéhez tartozott, akkor ezt az enklávét Háromszék vármegyéhez csatolták. Ezen a vármegyei területen alakult ki a 13-14. század folyamán a bálványosi uradalom, Bálványos-vár központtal, amely évszázadokon át az Apor család birtokában volt.
Altorja legismertebb családja a főrangú báró Aporok voltak. Apor László erdélyi vajda, székelyek és szászok ispánja volt. Apor István az 1506-os agyagfalvi székely nemzetgyűlésen Kézdiszék küldöttjeként vett részt. A család 1693-ban, Apor István idején nyert báróságot. A többgenerációs Aporok közül a legismertebb Apor Péter (1676–1752) író volt. Apja, Apor János még fia születésének évében meghalt. Az árvát nagybátyja, Apor István nevelte. Torján tanult, majd jogot és filozófiát Szombathelyen. Először háromszéki főkirálybíró, majd Küküllő vármegyei főispán volt. Fő munkája: Metamorphosis Transylvaniae, alcíme: Erdélynek régi együgyű alázatos idejében való gazdagságából e mostani kevély, cifra, felfordult állapotján koldusságra való változása. Melyen amint életében sohasem kapott, hanem Erdélynek régi alázatos együgyűségében holtig megmaradott, úgy következendő maradváinak örökös emlékezeteire írt le. Hazája felfordult állapotján szánakozó igaz hazafi és gyökeres székely. Báró Altorjai Apor Péter végezte pedig el munkáját az 1736 és életének 60-dik esztendejében alsótorjai udvarházánál.
Altorja templomának védőszentje Szent Miklós, így régi iratokban a helységet Szent Miklós Torjának is nevezték, 1334-ben pedig Torya inferiorként jegyzik nevét. A Torja patak völgyének jobb partján, Altorja folytatásaként alakult ki Felsőtorja. Temploma 1332-ben már létezett azon a helyen, ahol ma is áll. Régen még Szent Márton Torjának is nevezték, a két Torját összekötő magaslatot pedig Szent Ilonának. A hagyomány szerint a reformáció terjedésekor, Ikafalváról hittérítők érkeztek Felsőtorjára, ahol olyan sikerrel hirdették az új tanokat, hogy a község nagy része áttért a megújított vallásra. A hitszónokok elindultak Altorjára is, de Apor Ilona egybegyűjtötte jobbágyait, útjukat állták, visszatérésre kényszeríttették őket. Ennek emlékére nevezték el a helyet Szent Ilonának. A legenda az 1830-as években keletkezett, a felsőtorjai templomnak a fejedelmi biztosok általi átadását a reformátusok számára minden valószínűség szerint 1597-ben akadályozta meg Apor Péter dédanyja, Apor Andrásné, Lázár Borbála. Ez lehet a Szent Ilona legenda alapja. Az átadás 1603 júl. 17-e előtt következett be. Altorján a vallási tagolódás a katolikusok nagy fölényét mutatja, 1869-ben a 2297 személyből 2130 volt katolikus és 34 református. Felsőtorja első okleveles említése 1324-ből való. Népessége jóval kisebb volt, mint Altorjáé. A társadalmi szerkezetét illetően, erőteljes eljobbágyosodási folyamat megy végbe a lakosság körében, melynek magyarázata az Aporok jelenléte, akik a vidék legnagyobb jobbágytartó urai voltak. Ellentétben Altorjával, a reformáció ide behatolt, 1869-ben a 992 lakósból 489 református és 470 katolikus volt. A honfoglalás és a székelyek letelepedése újból elindítja a nemzetségi szervezetről a faluközösségi szervezetre való áttérést. Kézdivásárhelyen hűbéri hierarchia (13-14. század), majd a Karathna – voláli társadalomban a nemesi-jobbágyi faluközösség, a két Torján a székely rendi társadalomra jellemző közösség alakul ki. A székely határőrség megszervezésekor, 1764-ben Torja népes szabadrendű lakosságát katonának sorozták be. A katonai hatalom a civil részen élő jobbágyokat is kötelezte bizonyos szolgáltatásokra. Ezek közül talán a legsúlyosabban hatott a katonaság tűzifaellátásban való részvétel. A jobbágyok szolgáltatásai közé tartozott a forspont, amely katonai személyek szállítására vagy különféle anyagok fuvarozására kötelezte őket. Az 1848-as forradalom idején a legjelentősebb háromszéki mozgalom Torján és környékén robbant ki. A katonaság konkrét követeléssel lépett fel: a nemesek adják vissza a közföldekből eltulajdonított területeket. A nemesek kénytelenek voltak írásban elismerni e követelések jogosságát. Megkezdődtek a földfoglalások is. Nemcsak hátrányt jelentett a szervezett, állandó katonaság jelenléte, de bizonyos körülmények között a rend és biztonság megteremtésének eszközéül szolgált. Intézkedések: sötétedés után az utcán lámpás nélkül tilos volt járni; – minden gyanús embert le kellett tartóztatni és vagy pálcaütéssel, vagy nemes személy esetében pénzbírsággal büntetni; a kocsmába járás, sötétedés után mindenki számára tilos volt, ugyanígy a házaknál tartott csoportos összejövetelek is. Az 1848-as forradalom után szűnik ez meg a 19. század végén. Helyette polgárosodottabb közösség jön létre, amely nagy, közép, kis és törpebirtokosokból, cselédekből és napszámosokból állt. A 20. század közepén a legnagyobb társadalmi réteg a TSZ-parasztoké, majd az 1970-es és 1980-as években hasonló súlyra tesz szert az ipari dolgozók rétege. Az 1989 decemberi fordulat után egy újabb szakasza kezdődött az átalakulásoknak, az MTSZ feloszlása után a falu népe visszakapta a kollektivizáláskor eltulajdonított földterületét, így sokan a kézdivásárhelyi gyáraknál történt leépítések után visszatértek a földjeik megműveléséhez.

## Torja ipara, mezőgazdasága
A Torja közelében levő Büdös-hegy vulkanikus tevékenység hatására létrejött repedésein ma is gázok törnek a felszínre. A kénhidrogén gáz a levegőn kén-dioxiddá alakul, a felszabaduló kén lerakódva sárgára festi a kőüreg falát. A máshol előtörő kénhidrogénből pedig kisebb-nagyobb terméskén réteg halmozódott fel a Büdös-hegy lejtőjén, melyet az elmúlt századok során kitermeltek. Feljegyzések igazolják, hogy itt hajdan kénbánya volt, így Torját régen bányahelységként is kezelték. Az első írásos feljegyzés a kén kitermeléséről 1571-ből való, az utolsó a 18. század elejéről származik. Az Apor család régtől fogva jogot formált a kén bányászatára, mondván, hogy ez a terület ősidőktől fogva birtokuk volt és csak később az erdélyi fejedelemségek idején vette azt el tőlük János Zsigmond. Ugyanakkor a 16. század végén a fejedelmi kiváltságlevelekben Alsó- és Felsőtorja lakosságát bányászokként emlegetik. A kén kitermelése a tűz és víz használatával történt. A sziklákat tűzzel felforrósították, utána hideg vízzel locsolták, melynek következtében a sziklák megrepedtek, a repedésekből aztán kiszedték a ként. A kén fontos alapanyaga volt a puskaporgyártásnak, de nélkülözhetetlen kelléke a borkészítésnek is. Torja újkori történetében az egyetlen üzemszerű létesítmény 1891-ben alakult. Apor Gábor a Büdös-barlangból kiáramló szénsavas gázok értékesítése céljából sűrítőüzemet hozott létre Bálványos és Büdös-hegy térségében. A gyár napi termelése 150 kg folyékony szén-dioxid volt. Az itt termelt szénsavat Magyarországra, Romániába és Ausztriába szállították. A gyár 1931-ig működött.
A Sepsiszentgyörgyi Textilgyárnak Torján is voltak külső munkatársai. 1905 és 1916 között Buzgó György mester irányításával több torjai asszony dolgozott saját otthonában a gyár megbízásából. A kézmű és háziipar fejlett és változatos volt a faluban a múlt század végén. Ez a kisipar elsősorban a lakosságot szolgálta ki. A 46 iparos a következő szakmákban dolgozott: 4 ács, 1 kádár, 5 csizmadia, 3 cipész, 5 kocsmáros, 6 kovács, 1 kőműves, 1 lakatos, 6 lakatos, 2 mészáros, 6 férfiszabó, 1 szűcs és 4 kereskedő.
Szabálytalan kanyargós medrével, gyakori áradásai következtében a Torja-patak sok keserűséget okozott az itt élőknek. 1891-ben Pócsa József főispán elnöklete alatt értekezletet tartottak, ahol elhatározták a patak folyásának szabályozását. Az önmegváltásos földhözjuttatás – a lakosság pénzhiánya miatt – egyeseknek nagyon kevés, míg másoknak semmiféle föld megváltását nem tette lehetővé. Ennek következtében fokozódott az elszegényedés, és a 19. század végével megkezdődik az elvándorlás.
Felsőtorja saját erdőségekkel rendelkezett, melynek fájából a szükségleten kívül eladásra is jutott. A fát a kézdivásárhelyi piacon értékesítették. A fa megmunkálása általánosan elterjedt foglalkozásnak számított, a ház körüli szerszámokat, használati tárgyakat mindenki maga készítette. A Bartók testvérek kapuk faragásával foglalkoztak, fennmaradt egy általuk készített kapu 1770-es Altorján. 1888-ban a torjai református pap általános elszegényedésről panaszkodik. Az embereknek krumplin kívül egyéb élelmük nemigen volt. A társadalmi polarizáció hatására egyre nagyobb életvitelbeli különbség alakult ki a néhány jómódú család és a falu döntő többsége között. 1909-ben gazdakör alakult Torján 30 alapító taggal.

## Bálványos vára
Bálványos vára a 17. században indult pusztulásnak, miután Apor András 1603-ban Brassó mellett Székely Mózes oldalán harcolva elesett. A 18. században a vár már romokban hevert.

## Apor kastély
Bálványos hanyatlásából meríti életét az alsótorjai udvarház, legkésőbb a 16. század második felében épülhetett, és az 1600-as évek folyamán alakult ki mai terjedelme. Apor Istvánhoz, (1638–1704) fűződnek a reneszánsz és barokk díszítések, valamint a falfestés, mely a stukkómennyezet boltcikkelyeit ékesíti. Apor András özvegye, Lázár Borbála 14 éves fiát, Lázárt hagyta egyedül, maga pedig visszavonult a csíki jószágaihoz. Az udvarház a 19. század első felében nyerhette világossárga vakolatos klasszicista külsejét.
az 1630-as évekből Apor Lázár és felesége, Imecs Judit révén újjáépített Apor-kúriát klasszicista elemekkel bővítették a 19. században.

## Oktatás
Az Iskola- Altorján, a település rangjához mérten régi keletű lehetett. 1648-ban Demeter Tamás plébános már iskolát alapított. Ettől fogva a 19. század elejéig nem rendelkezünk megbízható adatokkal az oktatás történetéről. 1820-tól 1848-ig Szántó Ferenc volt a katolikus felekezeti iskola tanítója. A tankötelesek száma 70-80 között váltakozott. A tanító fizetése 10 hold szántó-kaszáló haszonélvezete, 120 kalangya őszi, 100 kalangya tavaszi gabona, 30 forint oszpora, 34 terű fa volt. Ennek fejében a tanító a kántori teendőket is végezte. A gyereklétszám növekedésével 1848-tól segédtanítói állást létesítettek, amelyre Ferencz Mihályt választották meg. A rendes tanító 1848 és 1888 között Bokor János volt, őt Sólyom Mihály kántortanító és Sólyom József segédtanító követte. A községi elemi iskola 1869 novemberében létesült. Első tanítója Lőrincz Dénes volt, aki 1872-ig működött. 1872-ben a lányokat különválasztották a fiúktól, és a két tanítói állást Könczei Sándorra és Jakab Gyulára bízták. 1873-ban az iskola alapkövét helyezték el, és 1874-ben közmunkával és állami segéllyel elkészült az új épület. Az iskola az Apor család erkölcsi és anyagi támogatását élvezte. Báró Apor Géza az iskola számára telket adományozott, Apor Zsuzsanna pedig 500 Ft-os alapítványt létesített a szegény sorsú gyermekek taníttatására. Sólyom János 1880-ban az iskola mellett ifjúsági könyvtárat alapított. 1874-ben pedig megalakult az olvasóegylet vezetője báró Apor János. Felsőtorján a reformáció térhódításával a legerősebb felekezetté váló reformátusok alakítanak iskolát. Már a 16. század végén rendszeres oktatás folyik a faluban. Az iskolába nemcsak a helyi gyermekek jártak, de ide jöttek a voláliak, futásfalviak és karatnaiak is. A felekezeti iskola 1872-ben községi jelleget ölt. Ekkor Molnár András tanítóskodott 1890-ig, amikor Csécsi Nagy Vilma kapta a megüresedett állást. 1890-ben Felsőtorja és Volál oktatási szempontból egyesült.

## Vallási élet

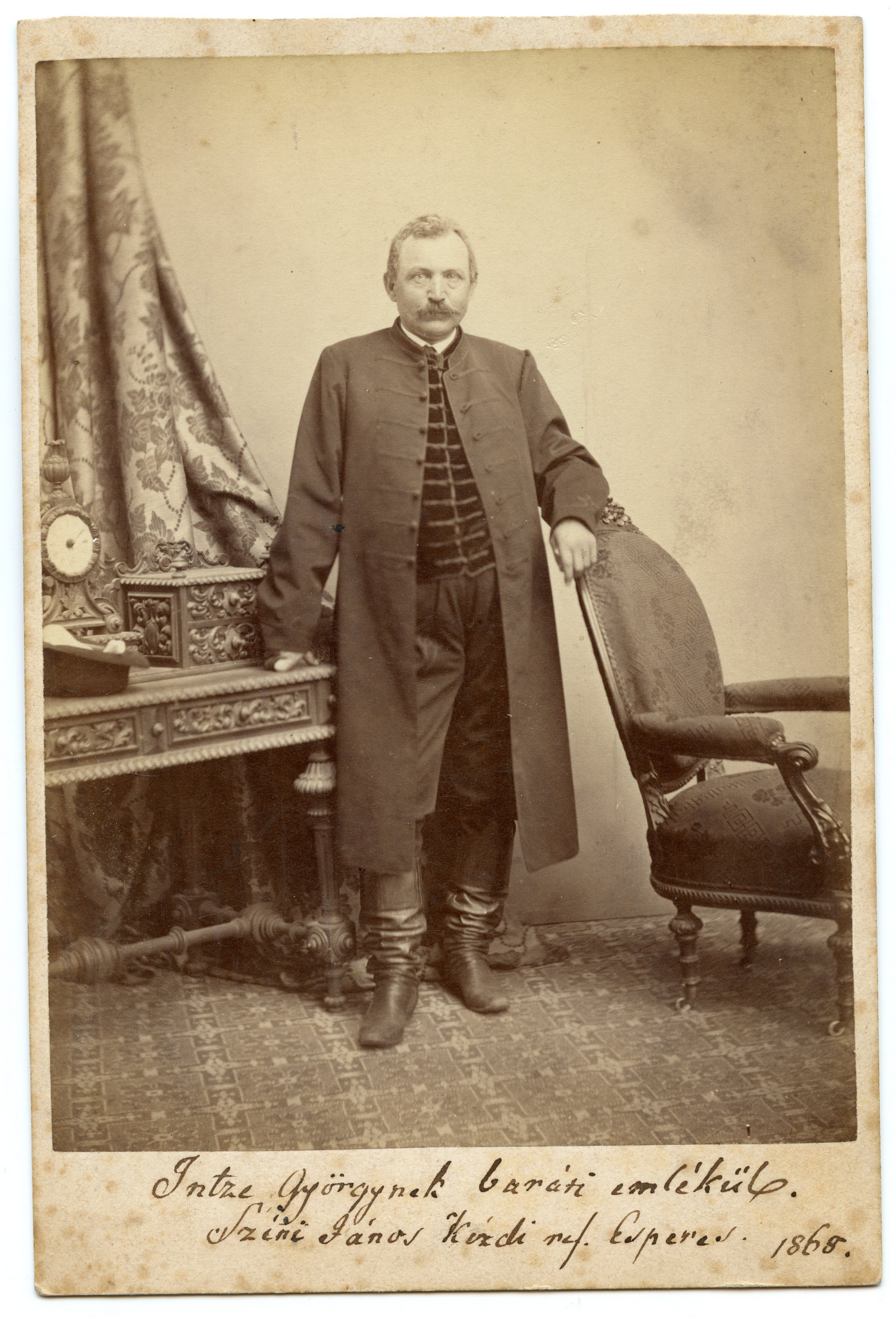
Szini János kézdi református esperes (1868)

A Kolozsvárt 1896-ban megjelent „Az Erdélyi Reformata Anyaszentegyház Névkönyve” című kiadvány szerint a Karatnai Református Egyházközség – Feltorja filiájaként – 1600-ban alakult meg. Az Apor család által építtetett katolikus kápolna később a reformátusok használatába került. A templom átvételéről (elfoglalásáról) is tanúskodnak korabeli feljegyzések Apor Péter könyvében: „…megözvegyült nagyanyám Imecs Judit idején rabolták el a Karatna fölött épített szentélyt, az 1660. esztendőben, épp Szent Teophoria napján. Midőn a processzió – szokás szerint – az altorjai templomból átvonult a szentélyhez, elől hordozván a zászlót, amelyet nagyanyám csináltatott s a neve is rá volt hímezve, a kálvinisták (calvinistae) ezt kiáltva jöttek szembe: Ide nem hozzátok többé Imecs Juditot!” A már idézett 1896-os Névkönyv tanúsága szerint a karatnai egyházközség 1740-ben különvált a feltorjaitól. Szini Jánosnak, a Kézdi Református Egyházmegye esperesének 1887-ben kelt írása szerint: „1744 előtt egy egyházközséget alkotott a feltorjai a karatnaival, melyhez tartoztak a most is a feltorjaihoz tartozó leányegyházak – diasporák – Altorja, Felvolál, Felsőkaratna (az öszvesen egy meglehetős nagyságú területet elfoglaló egymásból folyó községek). 1744 – a karatnai módos nemességből álló birtokosság külön papot kért és nyert, külön templomot épített, szóval külön egyházközséget alkotott.” Az önállósult egyházközséget következetesen alsókaratnainak nevezik, mert Felsőkaratna református lakói továbbra is a feltorjai egyházközség tagjai maradtak a voláliakkal együtt. Az 1820-as években az alsókaratnai eklézsia perben állt a feltorjaival „a két Ekklézsia között való métáról vagyis határról”.
A feltorjai és karatnai egyházközség presbitériumainak közös gyűlésén 1886. november 7-én társegyházakká nyilvánították a két egyházközséget. 1886. december 18-án az egyházmegyei közgyűlés megerősítette a határozatot. Így még ebben az évben felállíttatott a „feltorjai missziói állomás”, és elhatároztatott, hogy a karatnai idős pap visszavonulásával vagy halálával a karatnai egyházközség önállósága is meg fog szűnni, Karatnán is a feltorjai pap és kántor fog szolgálatot teljesíteni. Ennek az egyezségnek ellenére 1953-ig önálló lelkésze volt Karatnának. 1953 és 1998 között valóban a feltorjai lelkipásztor és kántor szolgált be a karatnai egyházközségbe, amely rövid időre anyaegyházközségi státuszát is elveszítette, majd 1991-ben ismét visszanyerte. A karatnai templom épülete és berendezési tárgyai Egészen pontosan nem tudjuk a templom építésének idejét. Biztosnak tűnik, hogy ugyanezen a helyen állt korábban az Aporok által épített, később református használatba vett kápolna. Szini János esperes írása viszont arról tanúskodik, hogy a feltorjaitól frissen különvált karatnai egyházközség 1744-ben új templomot épített. Szakács János karatnai lelkipásztor 1886-ban kelt átiratában a következőt írja: „Hivatalom megkezdésekor pénztárát üresen találtam, mind a mellettis lelkesíttés buzdíttás által oda törekedtem, hogy össze roskadozott templomát újra építette (az egyházközség)” A fentemlített, templomépítésről szóló források megértéséhez szükséges tudni, hogy a 19. század végéig az „építés” szavunk valamely régi épület éppé tételét, nagyjavítását, főjavítását és a mai értelemben vett tényleges építést, új épület emelését egyaránt jelentette. A templomot javították (újjáépítették) 1850-ben, 1882-ben, cserepezték és javították 1883-ban, 1885-ben, 1891-ben, ekkor javították a tetőt, újrafedték a tornyot, lemeszelték az egész templomot. A templomtornyot 1892. június 16-án, egy orkánszerű zivatarban villámcsapás érte, csak a torony teteje rongálódott, a templom sértetlen maradt. Legutobb 2003-ban javították. 1940. november 10-én földrengés rongálta meg a karatnai templomot. a Sepsiszentgyörgyi Magyar Királyi Államépítészeti Hivatal szakmérnökének 1941-ben kelt jelentése ezt tartalmazza: „A Karatna-Torjai református templom megrongálódása aránylag nem súlyos természetű. A főfal szószék felőli oldalánál történt megrepedést 2 sor lapos falkötő vas beépítésével (abroncs szerűleg) a templom állagát biztosítani lehet. A torony repedése is kisebb jelentőségű…” A templom berendezésének koráról szintén alig van pontos adat. Az egyházközség 1850 és 1886 között a templomot „kis orgonával ellátta”, így ez lett a templom legbecsesebb berendezési tárgya. Az orgona készítője feltehetően Kolonics István kézdivásárhelyi orgonaépítő mester. Sajnos ma az orgona használhatatlan állapotban van – a legenda szerint a II. világháború idején orosz katonák szálltak meg a templomban, ők eltüzelték a fasípokat, és elvitték magukkal a fémsípokat. Az úrasztala 1827-ben készült. A karatnai templom szószékére 1890-ben egy 10 forint értékű díszes takarót ajándékoztak. A szószékkoronát 1908-ban Bartók Károlyné készíttette férje emlékére 50 korona értékben. A templom harangját 1849-ben felajánlották Gábor Áronnak ágyúöntés céljára. Ez a harang feltehetően egyidős lehetett a templommal. Mindenesetre 1879-ben harangalapra gyűjtés indult, 1893-ban készült el a jelenlegi kisharang. A szószék talapzata a 20. század első felében készült, talán akkor, amikor Ősz Lázár lelkipásztorsága idején a szentély padlatát lebetonozták. Lelkipásztorok Az egyházközségben szolgált lelkipásztorok névsorát nem tudjuk hiánytalanul rekonstruálni. Akikről tudunk: Csiszér Sámuel: kb. 1800-1850 Szakács János: 1850-1900 Ősz Lázár: 1903-1948 Imre Zsombor: 1948-1951 Beke Boróka: 1998- A Karatnai Református Egyházközség 2002. nyarától missziói egyházközség, 5 szórvány tartozik ide: Kővár, Poján, Szárazpatak, Szentkatolna és Szentlélek.
Altorján a 13. századi katolikus Szent Miklós erődtemplom, 1822-ben épült újjá a régi torony kivételével, a torony bejárata román kori itt található a 18. századból egy darab fából faragott feszület ember nagyságú Krisztussal (amely egyedi egész Erdélyben), 1785-ből származó keresztelőkút, a régi templom főoltárának egyik kazettás darabja. A 16. századból való harangját 1916-ban elvitték. Új harangjait 1923-ban öntötték. Kívül 1927-ben, illetve 1970-ben javították. Belül pedig 1954 és 1970-es években. A villanyt bevezették 1969-ben. A templom melletti temetőben több értékes kőkereszt található. A 19. századból való Borbándi Géza fakapuja, ami ma az 1025-ös házszámnál található. Az ősi plébánia Altorján van. Szent Miklós tiszteletére szentelték. Az altorjai búcsú Szent Miklós (december 6) esik.
A karatnai katolikus templomról sajnos nincs túl sok adat. A templom építési évét nem lehet pontosan meghatározni, valószínű, hogy 1744-ben épült. Búcsú napja Tuors-i Szent Márton napjára (november 11), esik.
A Mária Szent Nevének szentelt kápolna és az azt övező kőfal a hagyomány szerint az altorjai templomerőd falának alacsonyabbra bontása (és a Szent József kápolna teljes lebontása) során keletkezett hasznosítható építőanyagból épült Altorja felszegi részén. Úgy tudjuk, kegyura a község és kezdettől fogva miséznek benne. Búcsúja szeptember 12-én van. Építési okiratai ismeretlen helyen lappangnak, vagy megsemmisültek. A kápolna berendezésének, felszerelésének említésre méltó darabja a falára erősített csengettyű, a templom azonos funkciót betöltő csengettyűjének hasonmása, amelyen az 1831-es évszám olvasható. Mivel ez feltehetően a kápolna felszentelésének dátuma, nem tudni a kápolna maga miért csak 1846 óta szerepel az Erdélyi püspökség Schematismusaiban. Az alatta kialakított Apor-kriptával és a köréje épített kőkerítéssel a kápolna talán az 1823-ban lebontott régi, gótikus altorjai templom és erődjére akar emlékeztetni, annak kicsinyített, de nem teljesen hű másaként. (A telek, amelyen a Mária kápolna épült az Aporoké lehetett. A szomszédos telket, amelyen most a szövetkezet székháza áll, az 1860-as években ők birtokolták és ajánlották fel a felszegi népiskola építésének céljára. Az iskolát végül a község által juttatott telken építették fel. A gyermekzsivaj nem lett volna kívánatos a kápolna szomszédosságában és ott az iskola kertje számára sem lett volna elegendő hely.) Az egyszerű torony nélküli épülethez azonos szélességű, félkör alapú szentély, valamint sekrestye csatlakozik. A kápolna bejáratát eredetinek látszó gótikus kő-ajtóbéllet keretezi, amely a régi templomból kerülhetett mostani helyére. A gótikus megformálású ablakok rézsűjének mész- és vakolatrétege alatt is rejtőzhetnek gótikus kőablakkeretek. A bejárattól jobbra álló neogótikus külső szószék, amelynek talapzata egy nyolcszögű gótikus pillérre emlékeztet, talán a régi templom gótikus szószékének mása. Az egyházközség az Aporoknak a kápolna építéséhez valóanyagi hozzájárulását jutalmazhatta a kripta építésével van építésének engedélyezésével, egyúttal kárpótolva is az Apor Péter által építtetett Szent József kápolna lebontásáért.

## Iskolái
Altorján 1648-ban Demeter Tamás plébános már iskolát alapított. Ettől fogva a 19. század elejéig nem rendelkezünk megbízható adatokkal az oktatás történetéről. Altorján ma már csak I-IV. osztályos iskola működik és az is összevont osztályokkal, mivel a gyereklétszám nagyon alacsony.
A községi elemi iskola 1869 novemberében létesült. Első tanítója Lőrincz Dénes volt, aki 1872-ig működött. Az iskola az Apor család erkölcsi és anyagi támogatását élvezte. Báró Apor Géza az iskola számára telket adományozott, Apor Zsuzsanna pedig, 500 Ft-os alapítványt létesített a szegény sorsú gyermekek tanítására.
A középtorjai iskola ma a Kicsi Antal nevet viseli, I-VIII osztályos iskola óvodával együtt. A feltorjai iskola elemi iskola, 35 tanulóval, 28 óvodással és 5 pedagógussal működik. A karatnai iskola 1913-ban épül állami alapból. Nevét a falurész nevéről kapta. Az iskola I-VIII. osztályos iskola óvodával együtt. Futásfalván csak I-IV. osztályos iskola van. A kevés gyermek miatt az is összevont osztályokból épül fel.

## Látnivalók
- Református temploma – A jelenlegi református templomot (eredetileg a 14. század végén építették, és a 15. században alakították át erőddé; a ma látható templom a 20. század elejének alkotása) körülölelő, ovális alaprajzú vár külön érdekessége a nyitott megfigyelő tornáccal ellátott, lőréses védőtorony. A 16. századi (az első utalás 1536-ra datálódik). 1802 október 26-án, déli 12 óra után mintegy másfél órával, oly rettenetes földrengés volt, hogy egész Háromszéken és a Barcaságon érezték. Emiatt Háromszéken sok szép templomok és tornyok összeomlottak, leszakadoztak, hasznavehetetlené váltak. Ekkor szakadozott be a feltorjai református templomnak boltozata is, mely a szép új orgonát, a sanctuariumban lévő ülő székeket és az úrasztalát is, összetörte. A templom tetejéig fel menő gebir is a szivárvány felett leomlott és sok cserép a templom fedeléről lerázódott. Még ebben az esztendőben mindjárt a templom építésére megkívántató építkezési anyagokat megvásárolták.
- Szent Miklós erődtemplom – A a 13. századi katolikus Szent Miklós erődtemplom Altorján található, mely 1822-ben épült újjá a régi torony kivételével, a torony bejárata román kori itt található a 18. századból egy darab fából faragott feszület ember nagyságú Krisztussal (amely egyedi egész Erdélyben), 1785-ből származó keresztelőkút, a régi templom főoltárának egyik kazettás darabja. A 16. századból való harangját 1916-ban elvitték. Új harangjait 1923-ban öntötték.
- Apor kúria – A mai kastély helyén egykor háromrészes udvarház állott, amely a 16. századi székelyföldi nemesi kúriák mintájára készült. Az épület első írásos emlí1tése 1536-ra tehető. A család altorjai udvarháza a viharos századfordulón (1600) „Mihály vajda bejövetele" idejében elpusztult. Az 1630-as évek folyamán Apor (I.) Lázár (1595–1643) kézdiszéki alkirálybíró és felesége, Imecs Judit újjáépíttette a kúriát, felhasználva az ősi udvarház köveit.
- Itt található a világ legnagyobb székelykapuja (weblap, képek), mely 9,5 m magas és 15 m széles.[2]

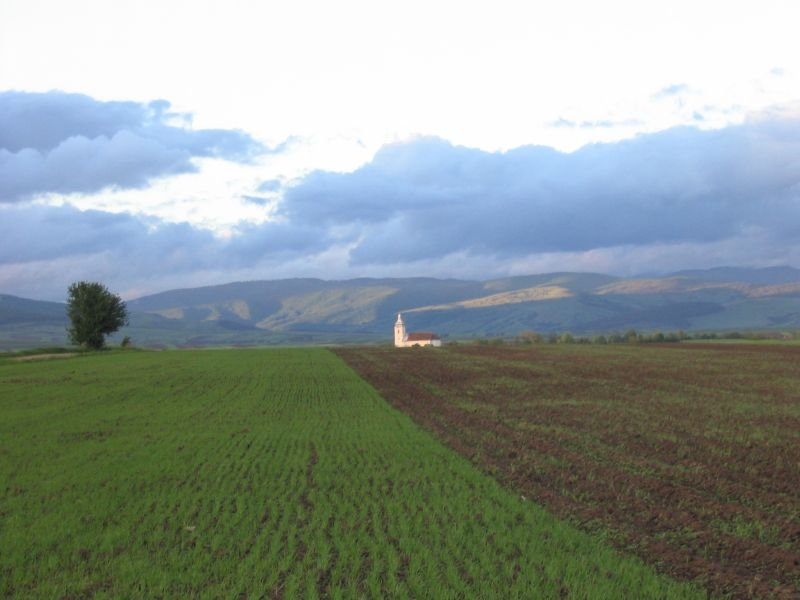
A torjai Szent Miklós-templom

## Híres emberek
- Itt született báró Apor Péter a Metamorphosis Transylvaniae 18. századi írója.
- Itt tanított, kutatott és itt halt meg 1983. január 10-én Nemes Zoltánné, született Vén Ilona (1895-1983) erdélyi magyar nyelvjáráskutató.
- Itt született Dienes Andor (alias Andre de Dienes) (1913. december 18. – West Hollywood, Kalifornia, USA 1985. április) divatfotós, fotóművész. Munkásságát tekintve kreatív és poétikusan művészi aktfotói; szürrealista, montázs-fotói, valamint Marilyn Monroeról készített sorozatai a legfontosabbak.